# Odd Hassel
Odd Hassel, född 17 maj 1897 i Kristiania (Oslo), död 11 maj 1981, var en norsk kemist och nobelpristagare.

## Biografi
Hassel var son till gynekologen Ernst Hassel och Mathilde Klaveness. 
Mellan 1915 och 1920 studerade han matematik, fysik och kemi vid Universitetet i Oslo. Efter ett friår i Sydeuropa reste han till Tyskland, där han först arbetade i München och senare i Berlin. I Berlin avlade han sin doktorsexamen 1924. Från 1925 till pensioneringen 1964 arbetade han vid Oslo universitet. Han blev docent i fysikalisk kemi och elektrokemi 1926 och professor 1934.
År 1950 utnämndes Hassel till hedersdoktor vid Köpenhamns universitet och 1960 vid Stockholms universitet. Han invaldes den 27 november 1963 som utländsk ledamot av Kungliga Vetenskapsakademien. 
1969 tilldelades Hassel Nobelpriset i kemi tillsammans med Sir Derek Barton för grundläggande arbeten om kemiska föreningars konformation.

## Forskning
När Hassel återvände från Berlin tog han med sig utrustning för röntgendiffraktion till Universitetet i Oslo. Han var mycket aktiv som forskare och fastställde kristallstrukturen för flera oorganiska föreningar. År 1934 publicerade han boken Kristallchemie med sina och andra forskares resultat inom området. Boken skrevs på tyska och översattes till engelska och ryska.
De arbeten som ledde till Nobelpriset påbörjades redan under 1930-talet men kunde inte slutföras förrän drygt tio år senare efter att man hade konstruerat utrustning för elektrondiffraktion. Den förening som Hassel härvid studerade var cyklohexan, som har flera konformationer. De första resultaten publicerades 1943 och 1947 var samtliga strukturer identifierade.